# Calleulype
Calleulype is een geslacht van vlinders van de familie spanners (Geometridae), uit de onderfamilie Larentiinae.

## Soorten
- C. evanescens Butler, 1881
- C. octoscripta Wileman, 1912
- C. placida Butler, 1878
- C. pseudolargetaui Wehrli, 1933
- C. whitelyi Butler, 1878